# Атланты держат небо
«Атланты держат небо» — документальный сериал, созданный известным российским учёным и поэтом Александром Городницким и немецкой журналисткой Натальей Касперович. Оператор Семен Фридлянд. Продюсер Евгений Сатановский.
Документальный многосерийный фильм по мотивам книги воспоминаний «След в океане» завершен авторами в конце 2009 года. 34 серии фильма посвящены истории жизни Александра Городницкого, известного автора песен, поэта и ученого-океанолога, на долю которого выпало немало путешествий и приключений.
В 2005 году Александром Городницким и Натальей Касперович был снят документальный фильм — воспоминание «Атланты держат небо», состоящий из 4 серий. «Атланты держат небо… Фильм-воспоминание в 4 сериях». Продюсер — Александр Борисоглебский. 2005 «Русское ТелеВидео». DVD Изг. ООО «Фортмедиа» СПб. Лиц. МПТР России ВАФ № 77-225.

## История создания
Фильм снимался в течение 4 лет: с 2005 по 2009 год. Демонстрация первых 4-x серий фильма состоялась в 2005 году в Петербурге в Театре эстрады. В беседе с корреспондентом Новой газеты, Александр Моисеевич рассказывает: «Это фильм не про меня. Это фильм про эпоху, в которой мне довелось жить, про людей, с которыми довелось встречаться и многих из которых уже нет. В фильме звучат стихи и песни, использованы уникальные фотографии из архивов и кинохроника: не только довоенная и блокадная, но и, скажем, съемки первых полётов русских авиаторов…» После завершения работы над сериалом в июле 2010 года Александр Городницкий сказал следующее: «Это фильм, состоящий из 34 серий, — страшное дело, огромная, почти неподъёмная работа с полным производственным циклом и съемками на протяжении нескольких лет в разных городах и странах, даже на разных континентах. Время действия охватывает всю жизнь — от детства и блокадного Ленинграда до настоящего времени, пространство — планету Земля, песни и стихи — в ткани повествования. Снимала независимая студия на средства разного рода спонсоров. Надеюсь, что в ближайшее время сериал „Атланты держат небо“ выйдет в эфир. Фильм дался тяжело, даже слишком — второй раз за что-либо подобное никогда бы не взялся…»
Первая демонстрация новой версии фильма, полностью переработанной авторами в 2007—2009 годах, состоялась в 2010 году в США, а затем он был показан в России.